# Institution of Civil Engineers
Créée le 2 janvier 1818, l'Institution of Civil Engineers (ICE, plus souvent abrégée "Inst. CE") est une association professionnelle indépendante, basée au centre de Londres, représentant des ingénieurs civils. Comme ses premiers membres, la majorité de ses membres actuels sont britanniques, mais elle a également des membres dans plus de 150 pays à travers le monde. En 2022, son nombre total de membres s'élève à plus de 95 000. En novembre 2007, David Orr a pris les fonctions de président.
ICE est le membre national britannique de la World Federation of Engineering Organizations (Fédération mondiale des organisations d'ingénieurs).

## Buts

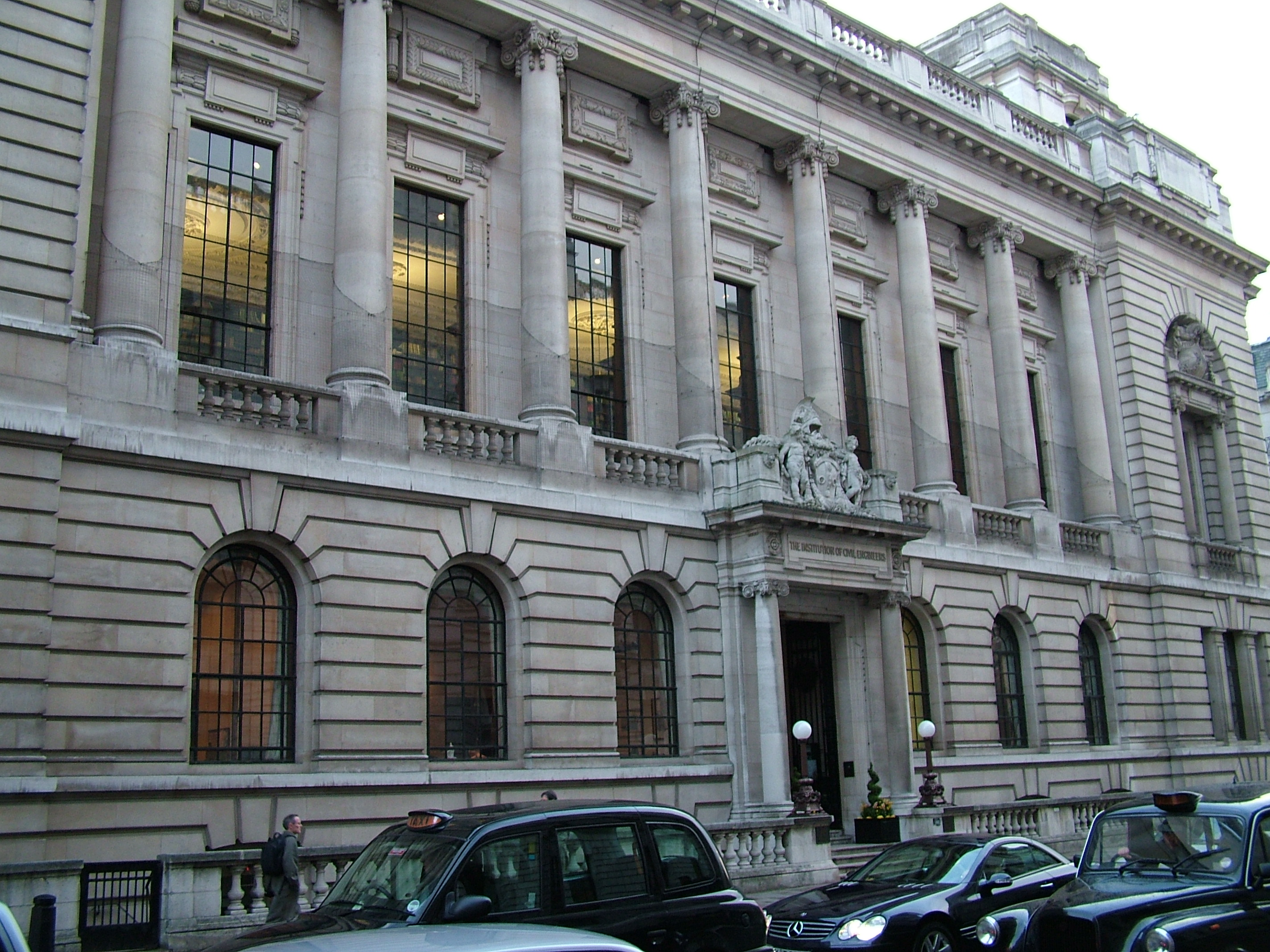
Le siège de l'institution 1 Great George Street

Comme un organisme professionnel, il est engagé à soutenir et à promouvoir l'apprentissage professionnel (à la fois pour les étudiants et les praticiens), la gestion de l'éthique professionnelle et la sauvegarde de l'état d'ingénieur, et représentant les intérêts de la profession dans les relations avec le gouvernement, etc. Il établit des normes pour les membres de l'organisme; travaille avec l'industrie et les universités pour faire progresser les normes d'ingénierie et conseille sur l'éducation et de formation, et publie des études techniques de certains aspects du génie civil, y compris les « procédures de l'institution »(Archive.org • Wikiwix • Archive.is • Google • Que faire ?) (consulté le 4 septembre 2017). Les membres reçoivent également l'hebdomadaire New Civil Engineer magazine, publié par Emap.
Les étudiants poursuivant des cours universitaires reconnus en génie civil peuvent se joindre à la CIE en tant que membres étudiants - de nombreux non diplômés sont «accrédités par l'ICE». Après avoir achevé leurs études, ils peuvent devenir membres diplômés - un pas de plus vers l'acquisition du plein statut de membre (MICE). Le sommet du statut professionnel est d'être accepté au titre de fellow (confrère) (FICE).

## Origines
La fin du XVIIIe siècle et début du XIXe siècle a vu la création de nombreuses sociétés savantes et les organismes professionnels (par exemple, la Royal Society et la Law Society (en)). Des groupes s'appelant eux-mêmes ingénieurs civils se sont réunis pendant quelques années à partir de la fin du XVIIIe siècle, notamment la Society of Civil Engineers (en) créée en 1771 par John Smeaton (après sa mort la société a été rebaptisée Smeatonian). À ce moment-là, l'ingénierie formelle était limitée aux ingénieurs militaires, et dans l'esprit de l'auto-assistance prévalant à l'époque, l'Institution of Civil Engineers a été fondée comme le premier organisme d'ingénieurs professionnel.
L'institution a été fondée en 1818 sur l'initiative de huit jeunes ingénieurs, Henry Robinson Palmer (en) (23 ans), William Maudslay (23), Thomas Maudslay (26), James Jones (28 ans), Charles Collinge (26), John Lethbridge, James Ashwell (en) (19) et Joshua Field (en) (32 ans), qui ont organisé une réunion inaugurale le 2 janvier 1818, au Kendal Coffee House dans Fleet Street. L'institution fait peu de progrès jusqu'à l’avènement d'une étape clé : la nomination de Thomas Telford comme premier président de l'organisation. Très respecté au sein de la profession et ayant de nombreux contacts dans l'industrie et les milieux gouvernementaux, il a été un élément essentiel pour attirer les adhésions et obtenir une charte royale en 1828. Cette reconnaissance officielle a aidé à établir ICE, comme l'organisme pré-éminent de l'ingénieur dans toutes les disciplines.
Les objets de cette institution, selon la charte, étaient :

« Le progrès général des sciences mécaniques, et plus particulièrement de promouvoir l'acquisition du type de connaissance qui constitue la profession d'ingénieur civil, c'est-à-dire l'art de diriger les grandes sources d'énergie de la nature pour l'usage et la commodité de l'homme, comme les moyens de production et de la circulation dans les États, pour le commerce tant intérieur qu'extérieur, tel qu'appliqué à la construction de routes, ponts, aqueducs, canaux, navigation fluviale et docks, pour les relations internes et l'échange ; et à la construction de ports, môles, brise-lames et phares, et dans l'art de la navigation par les moyens artificiels, aux fins de commerce ; et à la construction et l'adaptation des machines, et dans le drainage des cités et des villes »

Après la mort de Telford en 1834, l'organisme a déménagé en 1839 dans ses locaux du n° 1, Great George Street (en), au cœur de Westminster, et a commencé à publier des travaux sur des sujets d'ingénierie. Ses membres, notamment William Cubitt, ont également été importants dans l'organisation de l'Exposition universelle de 1851.
Pendant 29 ans l'ICE a été la seule organisation fournissant un lieu d'échange et une plate-forme d'exposition aux ingénieurs de toutes les disciplines reconnues de nos jours. Henry Maudslay, ingénieur en mécanique et fabricant d'outillage, a été un des premiers membres et Joseph Whitworth a présenté l'un des premiers articles. Ce n'est qu’en 1847 que l'Institution of Mechanical Engineers (en) a été créée (avec George Stephenson pour premier président). ET il faut attendre 1957 pour qu'une femme, Mary Fergusson, en soit élue membre.
À la fin du XIXe siècle, l'ICE a mis en place des examens de qualification pour les professionnels de l'ingénierie, pour maintenir des qualifications élevées parmi ses membres - un rôle qui continue aujourd'hui.
Le siège de l'ICE, n° 1 Great George Street, a été conçu par James Miller (en), construit par John Mowlem & Co (en) et achevé en 1913.

## Présidents
Bon nombre des plus grands de la profession d'ingénieurs ont été Président de la ICE, dont:
- Thomas Telford (1820-1834 – le mandat est devenu plus tard de deux ans puis une récompense annuelle
- James Walker (ingénieur) (1835-1845)
- Sir John Rennie (1845-1848)
- Sir William Cubitt (1849-1851)
- James Meadows Rendel (engineer) (en) (1852-1853)
- Robert Stephenson (1855-57)
- Joseph Locke (1857-1859)
- John Robinson McClean (en) (1863-1865)
- Sir John Fowler (1867)
- Sir Charles Hutton Gregory (en) (1867-1869)
- Thomas Hawksley (en) (1873)
- William Henry Barlow (1880)
- Sir William George Armstrong (1881)
- Sir Joseph Bazalgette (1882-1884)
- Sir John Coode (engineer) (en) (1889-1891)
- Harrison Hayter (en) (1893)
- Sir Robert Rawlinson (en) (1895)
- Sir John Wolfe-Barry (1898)
- Sir Guilford Lindsey Molesworth (en) (1905)
- Sir Alexander Binnie (en) (1906)
- Sir Basil Mott (en) (1925)
- Sir Alexander Gibb (en) (1937)
- Sir William Halcrow (en) (1946-1947)

L'un des plus grands ingénieurs de Grande-Bretagne, Isambard Kingdom Brunel, est mort avant qu'il ait pu prendre le poste (il a été le vice-président de 1850).
Le président en 2024-2025 est Jim Hall (civil engineer) (en).

## Récompenses
L'institution fait une série de prix de reconnaissance du travail de ses membres. En plus de prix pour les documents techniques, rapports d'entrées et concours, elle accorde un certain nombre de médailles pour différentes réalisations. Parmi celles-ci (liste non-exhaustive) :
- Médaille d'or : La médaille d'or est décernée à une personne qui a apporté de précieuses contributions au génie civil depuis de nombreuses années. Cela peut concerner la contribution à un ou plusieurs domaines, tels que la conception, la recherche, le développement, l'investigation, la construction, la gestion (y compris la gestion de projet), l'éducation et la formation.

- Médaille Garth Watson : La médaille Garth Watson est décernée pour récompenser les services rendus à l'ICE par un membre de l'ICE ou un membre du personnel de l'ICE.

- Médaille Brunel : La médaille Brunel est décernée à des équipes d'individus ou de sociétés opérant dans l'environnement de la construction, en reconnaissance de leur excellence en génie civil.

- Médaille Edmund Hambly : La médaille Edmund Hambly est décernée pour une création et un design dans un projet d'ingénierie qui apporte une importante contribution au développement durable. Elle est décernée à des projets de toute envergure, qui tiennent compte de facteurs tels que cycle de vie complet des effets, y compris de la mise en service, et montrant une compréhension des implications de l'impact des infrastructures sur l'environnement. La médaille est décernée en l'honneur de l'ancien président Edmund Hambly (en) qui a été un promoteur du développement durable en génie civil.

- Médaille internationale : La médaille est décernée annuellement à un ingénieur civil qui a apporté une contribution exceptionnelle au génie civil à l'extérieur du Royaume-Uni ou un ingénieur qui réside à l'extérieur du Royaume-Uni.

- Médaille Warren : La médaille Warren est décernée annuellement à un membre de la CIE, en reconnaissance de ses précieux services à sa région.

- Médaille Telford : La médaille Telford est le plus haut prix qui peut être accordé par l'ICE pour une publication.

### Sources
- (en) Charles Matthew Norrie (1956). Bridging the Years - a short history of British Civil Engineering. Edward Arnold (Publishers) Ltd.
- (en) Garth Watson, The Civils : The Story of the Institution of Civil Engineers, Londres, Thomas Telford, 1988, 268 p. (ISBN 978-0-7277-0392-7)